# Harnasiowa Szczelina
Harnasiowa Szczelina – jaskinia, a właściwie schronisko, w Dolinie Miętusiej w Tatrach Zachodnich. Wejście do niej położone w ścianie Harnasiowych Czub opadającej do Wielkiej Świstówki, w pobliżu Korytarza nad Dziurawem, na wysokości 1690 metrów n.p.m. Długość jaskini wynosi 10,5 metrów, a jej deniwelacja 7 metrów.

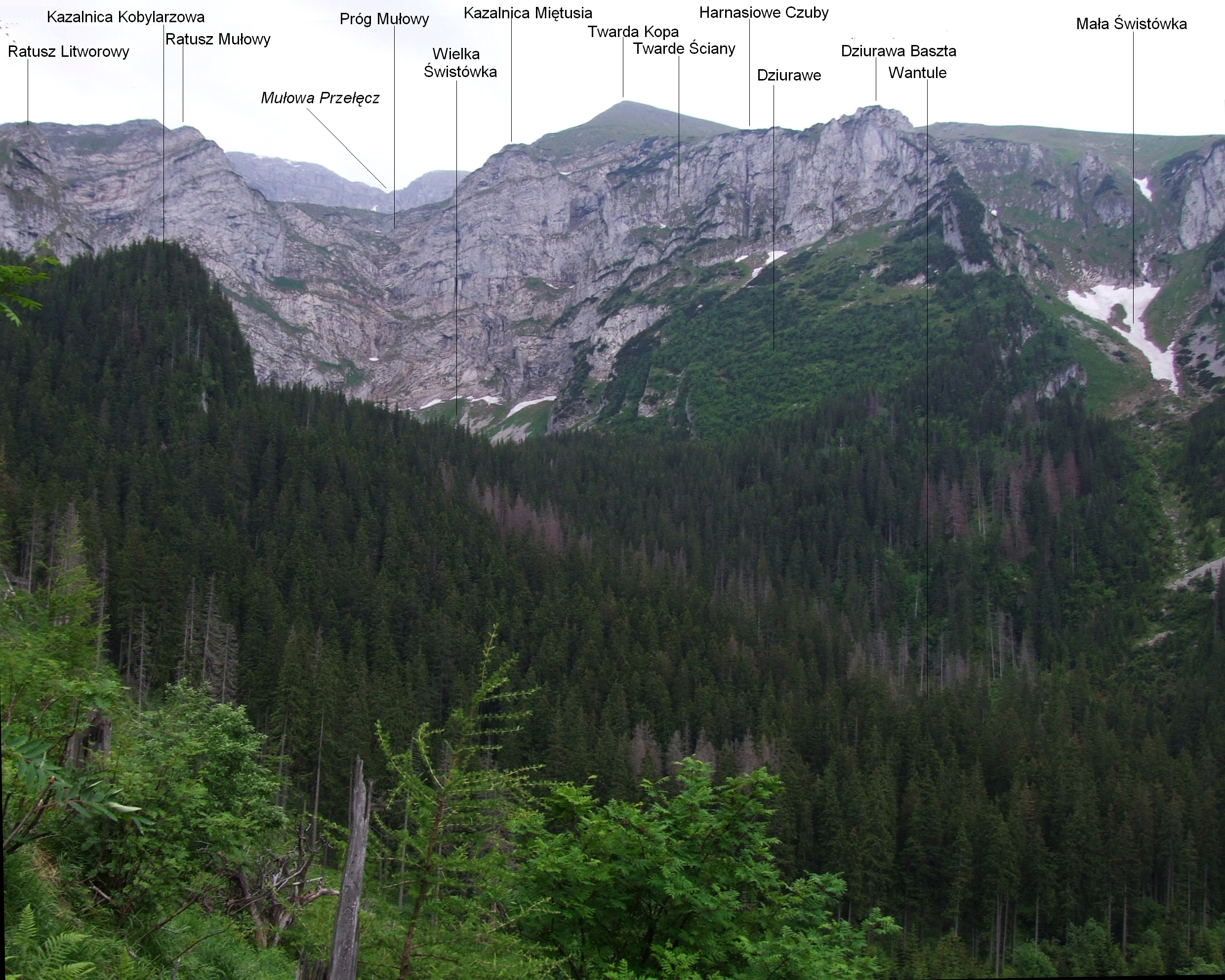
W ścianie Harnasiowych Czub widać pionową szczelinę. Jest to otwór wejściowy o wysokości 9 metrów

## Opis jaskini
Jaskinię stanowi wąska szczelina, w początkowej części wysoka na 9 metrów. Idzie ona do góry, aż do 4-metrowego progu, za którym kończy się po 3 metrach.

## Przyroda
W jaskini brak jest nacieków. Ściany są wilgotne, rosną na nich mchy, glony i porosty.

## Historia odkryć
Brak jest informacji o odkrywcach jaskini. Jej pierwszy plan i opis sporządziła I. Luty przy pomocy A. Czubalskiego w 1987 roku.